# Arnljótr gellini

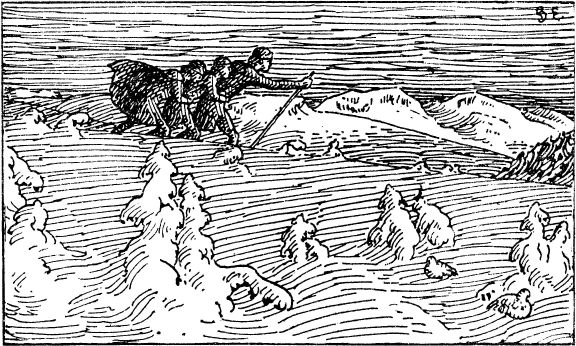
Arnljótr gellini mit Þóroddr Snorrason und Gefolgsmann auf einem Paar Ski, Illustration von 1898

Logo von Norges Skiforbund mit den drei Mann auf einem Paar Ski

Arnljótr gellini (norwegisch/schwedisch Arnljot Gelline; † 29. Juli 1030 bei Stiklestad) ist eine Figur aus der Saga von Olaf dem Heiligen der Heimskringla. Er war ein Friedloser, der in der Gegend von Jämtland lebte. Er wird als ein gutgekleideter, hochgewachsener Mann beschrieben. Sein Beiname gellini spricht für seine Herkunft aus der Ortschaft Gällö.
Entsprechend der Saga soll er im Winter 1026/1027 dem Þóroddr Snorrason, welcher von König Olav Haraldsson als Steuereintreiber nach Jämtland geschickt worden war, auf der Flucht von Jämtland nach Nidaros (Trondheim) geholfen haben. Arnljótr gellini führte Þóroddr Snorrason und dessen Gefolgsmann durchs Gebirge. Da es Arnljótr nicht schnell genug voranging, wies er die beiden an, hinter ihm auf seine Ski zu steigen, so dass sie zu dritt auf einem Paar Ski liefen. Sie nächtigten in einer Hütte, in die in der Nacht ein Trollweib eindrang und ebenfalls dort schlafende Kaufleute tötete. Arnljótr konnte das Trollweib in die Flucht schlagen, indem er sie mit seinem Spieß durchbohrte.
Vor der Schlacht von Stiklestad schloss sich Arnljótr gellini dem Heer von König Olav Haraldsson an und ließ sich taufen. Er wurde in der Schlacht getötet.
Die „drei Mann auf einem Paar Ski“ sind heute das Logo des norwegischen Skiverbandes (Norges Skiforbund).